# Isometrus isadensis
Espèce
Isometrus isadensis est une espèce de scorpions de la famille des Buthidae.

## Distribution
Cette espèce est endémique du Maharashtra en Inde.

## Description
La femelle holotype mesure 19,00 mm.

## Étymologie
Son nom d'espèce, composé de isad et du suffixe latin -ensis, « qui vit dans, qui habite », lui a été donné en référence au lieu de sa découverte, Isad.

## Publication originale
- Tikader & Bastawade, 1983 : « The fauna of India: Scorpions. Scorpionida, Arachnida. » The Zoological Survey of India, Calcutta, vol. III, p. 1–668 (texte intégral).